# Sušica (Đetinja)
Pour les articles homonymes, voir Sušica.
La Sušica (en serbe cyrillique : Сушица) est une rivière du sud-ouest de la Serbie. Elle est un affluent droit de la Đetinja. Sa longueur est de 26 km.
La Sušica coule dans la partie septentrionale des monts Zlatibor, dans les Alpes dinariques. La rivière appartient au bassin versant de la mer Noire. Elle n'est pas navigable.
En serbe, son nom signifie la « rivière sèche » ; elle est ainsi nommée parce qu'elle disparaît en été dans les sols calcaires qu'elle traverse.

## Course
La Sušica prend sa source au pied du mont Gruda, dans le massif de Zlatibor, et se jette dans la Đetinja. Ses affluents principaux sont la Džambića, la Grabovica, la Kriva reka, le Prijanski potok et la Balašica.